# Bracciano
Bracciano é uma comuna italiana da região do Lácio, província de Roma, com cerca de 12.823 habitantes. Estende-se por uma área de 142 km², tendo uma densidade populacional de 90 hab/km². Faz fronteira com Anguillara Sabazia, Bassano Romano (VT), Cerveteri, Manziana, Oriolo Romano (VT), Sutri (VT), Tolfa, Trevignano Romano.
No castelo medieval desta localidade (Castello Odescalchi) teve lugar, a 18 de Novembro de 2006, o casamento entre os actores estadunidenses Tom Cruise e Katie Holmes.

## Demografia
| Variação demográfica do município entre 1861 e 2011                               |
|                                                                                   |
| Fonte: Istituto Nazionale di Statistica (ISTAT) - Elaboração gráfica da Wikipedia |